# 岩松村 (静岡県)
岩松村（いわまつむら）は静岡県の東部、富士郡に属していた村である。現在の富士市南部、東海道本線富士駅の西北一帯、富士川左岸にあたる。

## 地理
- 山：富士川、潤井川

## 歴史
- 1889年（明治22年）4月1日 - 町村制の施行により、岩本村［大部分］、松岡村［大部分］、松本村［一部］、柚木村［一部］が合併して発足。岩本と松岡から1文字ずつ取り岩松村となった。
- 1954年（昭和29年）3月31日 - 富士町、田子浦村と合併して富士市が発足。同日岩松村廃止。廃村とはなったが岩松小学校、岩松北小学校、岩松中学校があり、岩松地域として岩松の名前は残っている。

## 交通

### 鉄道路線
日本国有鉄道身延線が村域を通過しており、ごく近くに柚木駅が所在。

## 村長
- 影山秀樹：1912年 -